# STAC2
STAC2 (англ. SH3 and cysteine rich domain 2) — білок, який кодується однойменним геном, розташованим у людей на 17-й хромосомі. Довжина поліпептидного ланцюга білка становить 411 амінокислот, а молекулярна маса — 45 009.
| 10         |  | 20         |  | 30         |  | 40         |  | 50         |
| ---------- |  | ---------- |  | ---------- |  | ---------- |  | ---------- |
| MTEMSEKENE |  | PDDAATHSPP |  | GTVSALQETK |  | LQRFKRSLSL |  | KTILRSKSLE |
| NFFLRSGSEL |  | KCPTEVLLTP |  | PTPLPPPSPP |  | PTASDRGLAT |  | PSPSPCPVPR |
| PLAALKPVRL |  | HSFQEHVFKR |  | ASPCELCHQL |  | IVGNSKQGLR |  | CKMCKVSVHL |
| WCSEEISHQQ |  | CPGKTSTSFR |  | RNFSSPLLVH |  | EPPPVCATSK |  | ESPPTGDSGK |
| VDPVYETLRY |  | GTSLALMNRS |  | SFSSTSESPT |  | RSLSERDELT |  | EDGEGSIRSS |
| EEGPGDSASP |  | VFTAPAESEG |  | PGPEEKSPGQ |  | QLPKATLRKD |  | VGPMYSYVAL |
| YKFLPQENND |  | LALQPGDRIM |  | LVDDSNEDWW |  | KGKIGDRVGF |  | FPANFVQRVR |
| PGENVWRCCQ |  | PFSGNKEQGY |  | MSLKENQICV |  | GVGRSKDADG |  | FIRVSSGKKR |
| GLVPVDALTE |  | I          |  |            |  |            |  |            |

A: Аланін

C: Цистеїн

D: Аспарагінова кислота

E: Глутамінова кислота

F: Фенілаланін

G: Гліцин

H: Гістидин

I: Ізолейцин

K: Лізин

L: Лейцин

M: Метіонін

N: Аспарагін

P: Пролін

Q: Глутамін

R: Аргінін

S: Серин

T: Треонін

V: Валін

W: Триптофан

Кодований геном білок за функцією належить до фосфопротеїнів.
Задіяний у такому біологічному процесі, як альтернативний сплайсинг.
Білок має сайт для зв'язування з іонами металів, іоном цинку.